# Charles Doucet
 (mars 2013).
Si vous disposez d'ouvrages ou d'articles de référence ou si vous connaissez des sites web de qualité traitant du thème abordé ici, merci de compléter l'article en donnant les références utiles à sa vérifiabilité et en les liant à la section « Notes et références ».
Pour les articles homonymes, voir Doucet.
Charles Doucet, né le 18 mars 1895 à Troyes (Aube) et mort accidentellement le 8 décembre 1938 à Valence (Drôme), est un syndicaliste français.
De 1929 à 1930, il est le quatrième secrétaire général de la Fédération CGTU des employé. Il a été membre du Comité central de l'Association républicaine des anciens combattants (ARAC) et de la Commission exécutive de la CGTU.

## Biographie
Fils d'un conseiller municipal radical-socialiste de Troyes, Charles Doucet devient ouvrier bonnetier dans cette ville. Plus tard, devenu employé à Paris, il adhère, en 1918, au Parti socialiste SFIO et diffuse La Vague. Il milite également, dans la période qui suit, à l'Association républicaine des anciens combattants, dont il devient membre du Comité central, et au Parti communiste, ainsi que, durant quelques mois à la Ligue des droits de l'homme. Puis, il retourne à Troyes, où son activité est davantage syndicale. Début 1922, il contribue à l'affiliation du Syndicat du Textile de Troyes, dont il est devenu le secrétaire, à l'Union départementale CGTU de l'Aube.
En novembre de cette même année, il est nommé délégué régional de la CGTU et est chargé de la propagande syndicale dans l'Aube. Au congrès de Bourges de la CGTU, en 1923, il représente le syndicat du Textile. Puis, il part pour Limoges, dans la Haute-Vienne, afin d'organiser les syndicats CGTU dans la Charente, la Charente-Inférieure, la Haute-Vienne, la Corrèze, le Cantal, l'Aveyron, le Lot et la Dordogne. Au tournant des années 1924 et 1925, il devient secrétaire de l'Union départementale CGTU des Alpes-Maritimes et de l'Union locale CGTU de Nice. À Valence, dans la Drôme, il vient soutenir la grève des employés de banque. Le Journal de Valence évoque sa fougue. La CGTU l'envoie, alors, à Angoulême pour organiser la 14e Région CGTU et en assurer le secrétariat.
Durant toute cette période, il continue de militer au Parti communiste, pour lequel, en 1928, il est candidat en Charente pour les élections législatives, dans l'arrondissement d'Angoulême. Par ailleurs, La Vie ouvrière publie des articles dont il est le rédacteur, notamment sur l'Unité. Devenu membre de la Commission exécutive de la CGTU, celle-ci le délègue à Cologne, Berlin et Bruxelles. Il est également membre de la délégation CGTU invitée pour le 10e anniversaire de la révolution d'Octobre. Dans La Vie ouvrière, sont publiées ses impressions sur son séjour à Ivanovo. Il s'y engage à être un « des plus ardents défenseurs de la Révolution russe »[réf. nécessaire].
En 1929 et 1939, il effectue deux nouveaux voyages en URSS et se rend dans la Somme durant les grèves du textile. Devenu, en 1929, secrétaire de la Fédération nationale des employés de commerce et de banque, il anime la grève des employés de la Riviera à Nice. Au début de 1931, il s'établit à Portes-lès-Valence, afin d'organiser, comme secrétaire permanent, l'Union régionale Drôme-Ardèche des syndicats CGTU, jusqu'alors rattachés à la région de Grenoble, dans l'Isère.
Il s'agit, alors, de reconstituer la Région CGTU Drôme-Ardèche, dissoute cinq ans plus tôt. En effet, les syndicats qui la constituent se trouvent dans une situation précaire : l'essentiel des effectifs se situe parmi les cheminots de Valence ainsi qu'à Portes, dans la Drôme, et au Teil, dans l'Ardèche ou encore dans le syndicat de l'enseignement de l'Ardèche; en revanche, les bases sont très faibles à Romans, Valence et Crest. Inlassablement, il va parcourir les deux départements dont il a la charge.
En 1933, il prend l'initiative, qui lui sera reprochée par le secrétariat de la CGTU, d'organiser à Valence, avec les dirigeants socialistes et de la CGT, un meeting contre le procès de Leipzig. Moins de deux ans plus tard, les deux Unions départementales (UD) CGT et CGTU réalisent un accord, peut-être le premier de ce genre, selon des observateurs. Par la suite, Doucet jouera un rôle important dans les travaux de la commission d'unité constituée par les congrès de la CGT et de la CGTU.
Dans l'Union Drôme-Ardèche, réalisée après l'unité syndicale, il est, comme permanent, l'adjoint de Saillant, secrétaire général. Mais, bientôt, la majorité ex-confédérée supprime son poste de permanent. Doucet est, alors, appelé à la rédaction de L'Humanité, où il assure la rubrique Front ouvrier. Cependant, durant les grèves de 1936, son absence se faisant durement ressentir dans la Drôme et l'Ardèche, les ex-unitaires, devenus à présent majoritaires, obtiennent que le poste de second permanent soit rétabli. Doucet reprend alors son poste et, bientôt, remplace le secrétaire général appelé à Paris.
Comme il l'a été ailleurs, Doucet est, dans la Drôme et dans l'Ardèche, un dirigeant de son Parti. En 1932, il est candidat aux élections législatives dans la circonscription de Valence, puis, en 1936, dans celle de Roanne. Par ailleurs, il collabore à des hebdomadaires régionaux, comme Le Travailleur Alpin et La Voix populaire. Il a, encore, l'occasion de se distinguer lors de la venue à Privas de Philippe Henriot, en 1934. En 1938, pendant la grève des usines Lafarge de Cruas et de Le Teil, l'organe du Parti populaire français (PPF), L'Attaque, lance contre lui une campagne de calomnies, mais le tribunal correctionnel de Valence lui rend justice.
À Portes-lès-Valence, où Doucet réside, il est l'âme de la cellule communiste, notamment par l'animation des comités Amsterdam-Pleyel et de Front populaire. Sa compagne anime le groupe artistique des Coquelicots portois. En octobre 1938, c'est en se rendant dans l'Ardèche qu'il est victime d'un accident d'automobile, mortel pour lui. Lors de ses obsèques, qui ont lieu à Troyes, une foule considérable accompagne sa dépouille à la gare de Valence. La Voix populaire évoque une vie « tout entière au service du peuple »[réf. incomplète].